# EINA Centre Universitari de Disseny i Art de Barcelona
EINA, Centre Universitari de Disseny i Art de Barcelona (anomenada anteriorment Eina, Escola de Disseny i Art i també coneguda simplement com a EINA) és un centre universitari privat de disseny i art. Fundada l'any 1967 a Barcelona, va ser una de les primeres escoles de disseny d'Espanya. Des del 1994, és un centre adscrit a la Universitat Autònoma de Barcelona. Considerat com un dels 50 millors centres d'ensenyament de disseny d'Europa segons la revista Domus. ha rebut diferents distincions com la medalla de plata del Foment de les Arts Decoratives (1983), la Creu de Sant Jordi (1987) de la Generalitat de Catalunya o el Premi Habitácola'88 a la millor orientació pedagògica atorgat pel ARQ-INFAD i una distinció honorífica al Premio Nacional de Diseño de l'any 2000.
Actualment, està organitzada com a fundació privada no lucrativa que té com a objectiu principal l'ensenyament de l'art i el disseny, el foment de la creació i el debat cultural.

## Història

### Antecedents
Els antecedents d'EINA es remunten a l'any 1953, quan un grup de joves artistes van pensar a crear una nova escola dedicada a la plàstica, inspirada en la Bauhaus. Aquesta idea nasqué d'unes converses al Cercle Artístic, a la plaça de Catalunya, on un grup de dos-cents artistes es mobilitzaren per tal de plantejar-se “el problema de l'art vivent, sota la llosa de l'art oficial”. D'aquestes reunions van sortir uns poders atorgats i signats perquè un petit grup treballés per obtenir una escola, unes exposicions i un museu com a alternativa a les institucions existents. Fruit del treball d'aquest grup es va crear l'any 1956, l'Associació d'Artistes Actuals, presidida per Alexandre Cirici i Pellicer, i es va promoure l'Escola d'Art del FAD (1959). L'any 1963, la manca de suport econòmic va obligar a tancar l'escola. El mateix any, es funda l'escola Elisava a l'empara del CICF (Centre d'Influència Catòlica Femenina). Tres anys més tard, el 1966, les fortes discrepàncies ideològiques amb la direcció del CICF van ser motiu de tensió entre aquest i un grup de professors de l'escola. La decisió per part de la institució de suprimir les classes de cinema d'en Romà Gubern contra l'opinió del grup directiu de l'escola van provocar la ruptura definitiva i la marxa de gran part del professorat i d'un grup d'alumnes el 20 de setembre de 1966.

### Creació
La resposta d'aquest grup format per Albert Ràfols-Casamada, Alexandre Cirici i Pellicer, Federico Correa, Josep Alemany, America Sanchez, Enric Steegmann, Maria Girona i Joan Antoni Blanc, va ser la fundació de l'escola mixta EINA, l'any 1967. Aquest grup d'intel·lectuals, tècnics i artistes, preocupats per oferir uns estudis d'art i disseny avantguardistes i oberts a nous criteris culturals i humanistes van crear una escola concebuda des dels seus inicis com un centre dedicat al disseny i a l'art, amb un doble vessant: receptiva i activa. D'una banda, com un lloc de reunió i d'intercanvi d'idees i, de l'altre, com un centre pedagògic de preparació professional. El finançament es va resoldre amb aportacions, algunes a fons perdut, de persones vinculades, bé directament amb l'escola com diversos professors, bé pertanyents a l'àmbit cultural del país, com Sigfrid Blume o Antoni de Senillosa.

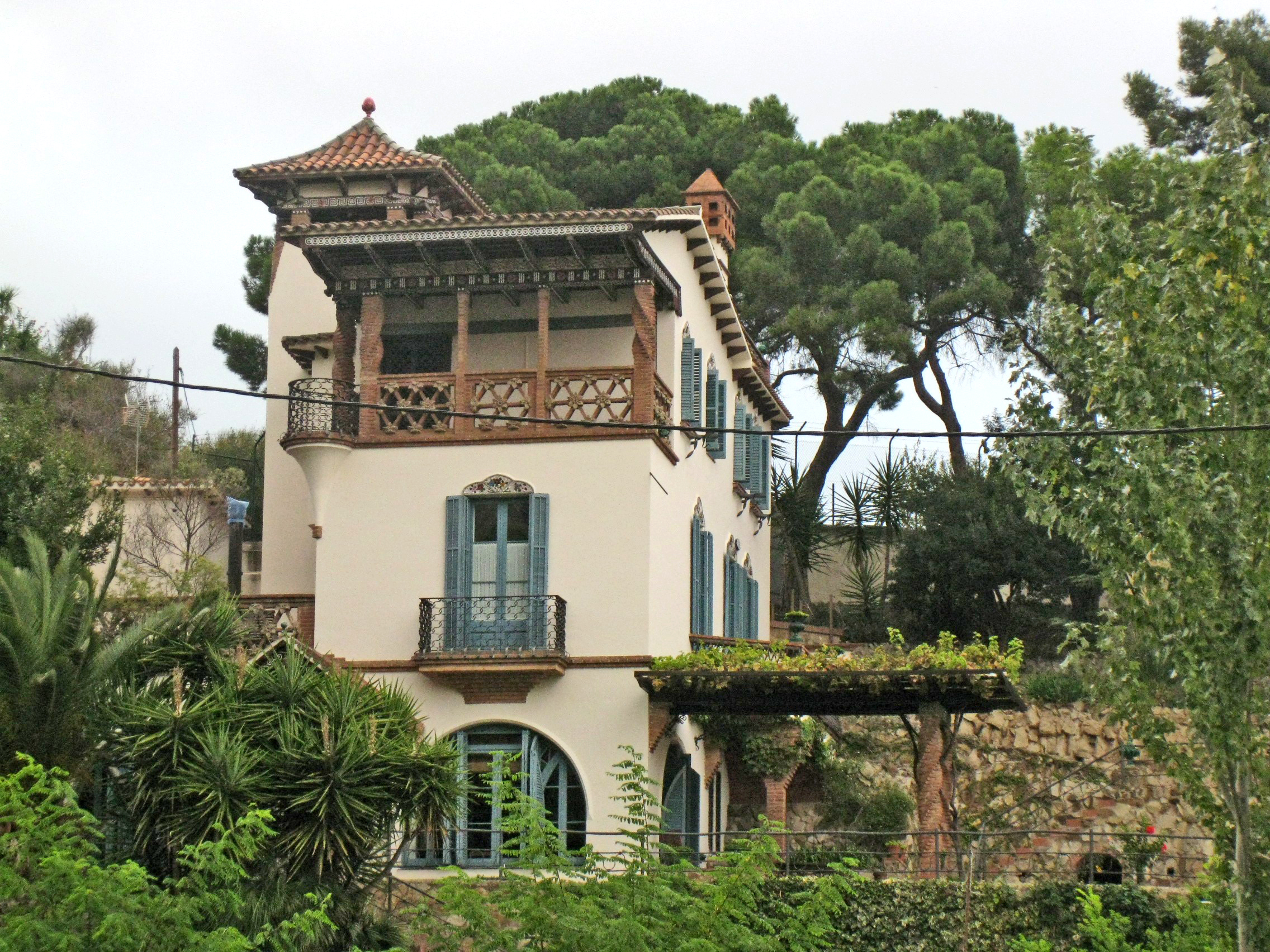
Casa Manuel Dolcet, a l'avinguda de Vallvidrera núm. 44, al barri de Sarrià (Barcelona), primera seu d'EINA.

El novembre de 1966, es lloga la Casa Manuel Dolcet, obra de l'arquitecte modernista Joan Rubió i Bellver situada a l'Avinguda de Vallvidrera, 44. La primera reunió organitzativa va tenir lloc el dia 22 de novembre de 1966, a l'estudi d'en Xavier Miserachs. D'aquesta reunió va sorgir el primer programa general, on es preveien quatre cursos, dos de comuns, un d'especialitat i un de tesi. Les assignatures s'agrupaven sota tres categories diferents: informatives (tecnologia constructiva, gràfica, mecànica, cultural del segle xx, plàstica del segle xx, literatura, cinema i visites i conferències), formatives (coneixement de la matèria, de la forma, teoria del disseny, del grafisme, urbanisme, sociologia urbana i geometria descriptiva) i comunicació (dibuix geomètric, representatiu, fotografia, gravat i perspectiva).
El mes de gener de l'any 1967 van començar les classes sota la direcció d'Albert Ràfols-Casamada. EINA ofereix en aquell moment, tres especialitats: disseny gràfic, disseny industrial i interiorisme (un terme inventat per l'equip d'EINA, per substituir el terme decoració). Els professors que van donar classe regularment durant aquest primer semestre, van ser Josep Alemany, Joan Antoni Blanc, Anna Bricall, Alexandre Cirici, Federico Correa, Jordi Gali, Josep Grau-Garriga, Román Gubern, Josep Guinovart, Lluís Izquierdo, Xavier Miserachs, Maria Antònia Pelauzi, Domènec Peraferrer, Enric Poblet, Juan Carlos Pérez Sánchez, Albert Ràfols-Casamada, Manuel Sacristán, Enric Tous i Jaume Verdaguer. El capital inicial de l'entitat es va incrementar l'any 1968, quan es constituí la Societat Limitada EINA amb aportacions individuals de diferents professors i amics. Posteriorment, EINA va adoptar les formes jurídiques de cooperativa (Sociedad Cooperativa Disseny, 1977-1985) i d'Associació (Associació EINA, 1986-1990).

### EINA i les tendències artístiques dels 1960 i 1970
En la dècada dels 1970, EINA abandona el tradicional esquema docent basat en un pla d'estudis rígid, i centra la seva actuació docent en la programació continua de tallers experimentals, cursos i seminaris. Mitjançant diferents accions artístiques i la programació continua d'actes culturals, EINA va ser una de les portes d'entrada del pensament postmodern del moment. Diferents accions i manifestacions conceptuals com Environament Experimental (1969), Tramesa postal, mail art (1972), Entorn al tronc (1974), Escultures a l'aire lliure (1974), van situar EINA en comunicació amb les tendències artístiques conceptuals més innovadores del panorama internacional.
A més de les activitats pròpies d'EINA, durant la dècada dels 70 el centre va col·laborar amb altres iniciatives promogudes per intel·lectuals i artistes del moment. Una d'aquestes activitats va ser el Col·legi de Filosofia, un grup de debats i conferències de filosofia inspirat en el model del Collège de Philosophie francès (1974) i, sobretot, en el Collège de Sociologie (1937-1939) de Georges Bataile i Michel Leiris, creat per persones vinculades amb EINA com Xavier Rubert de Ventós, Eugenio Trias, Jordi Llovet o Antoni Vicens.

### EINA als anys 80
L'any 1985, l'arquitecte Miquel Espinet assumeix la direcció de l'escola, passant Albert Ràfols-Casamada a ocupar el càrrec de degà.
Durant aquesta dècada, va continuar una programació activa de seminaris i tallers que complementaven el pla d'estudis del centre. També es van signar acords amb la Facultat d'Arquitectura i la Universitat Politècnica de Catalunya, per a la realització d'un curs de doctorat de disseny de mobiliari, coordinat per Ramón Benedito.
L'any 1987, EINA va ser reconeguda per la BEDA (Bureau European Designers Association). El mateix any, EINA celebrà el 20è aniversari de la fundació del centre. Entre els actes d'aquell aniversari, destaca l'exposició EINA, vint anys d'avantguarda 1967-1987, celebrada al Palau Robert. L'aniversari va coincidir també amb el redisseny de la imatge corporativa del centre a càrrec d'America Sanchez, responsable de la imatge corporativa de l'escola des de la seva fundació.

### EINA als anys 1990: constitució de la Fundació EINA
EINA es constitueix en Fundació el 24 d'octubre de 1990 i es nomenen com a patrons Albert Ràfols-Casamada, Maria Girona i Benet, Miquel Espinet, Antoni Marí i Muñoz, J. E. Lahosa, Josep Emili Hernández Cros, Josep Alemany Barris, Toni Miserachs i Mercè Valeri. Actualment, el patronat de la Fundació EINA es troba format per Josep Bagà, Jordi Colomer, Mario Eskenazi, Roser Gomila, Anton Granero, Miquel Molins, José María Milà, Sonia Mulero, Alicia Núñez, Xavier Olivé, Lluís Simon, Enric Steegmann i Gerard Vilar.
El curs 1996-1997 s'inicià amb la direcció de Toni Miserachs. El novembre de 1998, la directora de l'escola, presenta la seva dimissió, i el curs acaba amb una direcció col·legiada, compartida per Antoni Marí i Oriol Pibernat, en espera d'aprovar els estatuts interns que regiran la Fundació d'ara endavant. A partir del següent curs i fins a l'any 2016, se’n farien càrrec de la direcció de l'escola Oriol Pibernat i Octavi Rofes com a director i sotsdirector respectivament. Entre febrer de 2017 i juny de 2019, la direcció i sotsdirecció del centre corresponen a Anna Pujadas Matarín i Enric Mas Barceló, respectivament. Entre l'any 2019 i el 2022, ho serà Pau Solà Morales i, partir de gener del 2023 Irma Arribas, mentre que la d'Eina Idea, creat l'any 2019, recau en Manuel Cirauqui.

### Inauguració de l'Espai Barra de Ferro
L'any 2005, EINA amplia les seves instal·lacions amb la compra d'un local al Carrer Barra de Ferro, núm. 2, al Barri de la Ribera. La rehabilitació d'aquest nou espai va ser a càrrec dels arquitectes Josep Emili Hernández Cros i Lluís Camí. Al curs 2006-2007, l'espai es va inaugurar oficialment. Fins al primer semestre del curs 2021-2022, en aquest espai es desenvolupen sessions teòriques i pràctiques destinades a l'aprenentatge de tècniques d'expressió gràfica manual i d'estampació, moment en el qual es traslladen a la seu del carrer del Bosc de Barcelona.

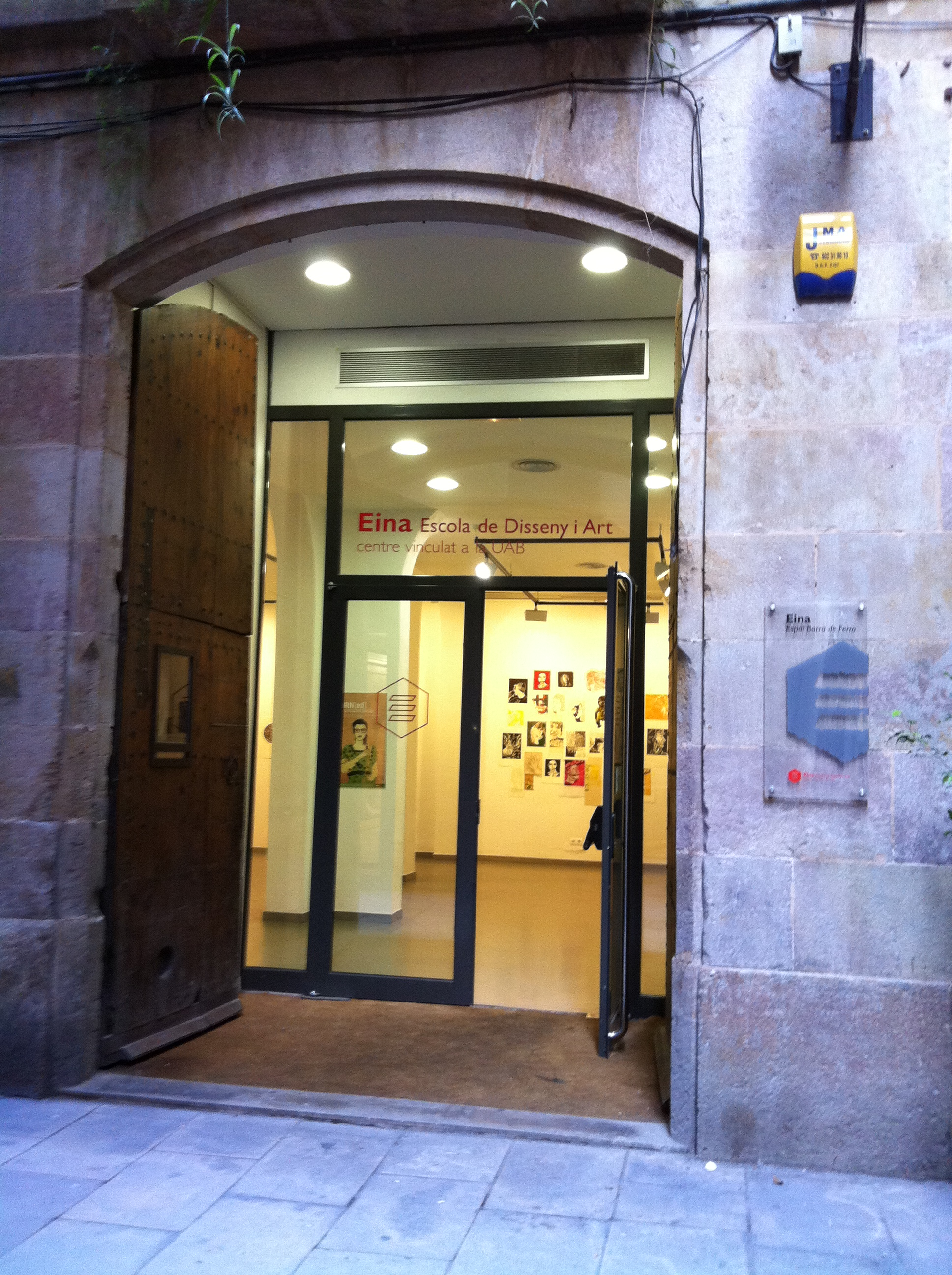
Sala d'exposicions EINA, Espai Barra de Ferro.

### Adaptació a l’Espai Europeu d'Ensenyament Superior
El curs 2010-2011 va suposar l'adaptació dels estudis de graduat superior al nou Espai Europeu d'Ensenyament Superior. D'aquesta manera, els estudis de graduat es van començar a extingir, deixant pas a uns nous estudis oficials de Grau de disseny. L'oferta acadèmica s'ha anat complementant en els últims anys amb diverses titulacions de màsters i postgraus, com el Màster oficial en Recerca en Art i Disseny, el Màster en Tipografia Avançada, el Màster en Fotografia i disseny editorial, el Màster en Disseny Gràfic, el Postgrau en Il·lustració Creativa, el Curs d'Especialització en Il·lustració Infantil o el de Disseny d'Elements Gràfics.

## EINA Bosc
L'any 2022, EINA inaugura una nova seu acadèmica al carrer del Bosc 2 de Barcelona. L'edifici, cedit per la Generalitat de Catalunya, permet al centre ampliar la superfície dels tallers –que es traslladen a aquesta seu–, els espais destinats a l'aprenentatge i la recerca, així com disposar de nous espais de creació, expositius i performatius. EINA Bosc també esdevé l'escenari d'un programa d'intervencions artístiques de la mà d'artistes, dissenyadors i arquitectes amb la col·laboració d'estudiants d'EINA i coordinat per EINA Idea i l'artista Jordi Colomer.